# 芦沼村惣四郎
芦沼村 惣四郎（あしぬまむら そうしろう、宝永6年（1709年） - 安永3年11月22日（1774年12月24日））は、江戸時代中期の農民。

## 経歴・人物
陸奥津軽郡芦沼村（現：青森県つがる市木造町）の人物。庄屋として小農を扶助し、質素倹約を進めて村を富裕かつ模範的な村に発展させた。著書に『農書聞書』がある。